# タモリのギャップ丼
『タモリのギャップ丼』（タモリのギャップどん）は、テレビ東京系列局で1994年9月17日から同年12月24日まで毎週土曜の22:00 - 22:54 （JST）に放送されていたトーク・バラエティ番組。司会を務めるタモリの冠番組。通称は「ギャップ丼」。テレビ東京、電通、イーストの共同製作。全14回放送。

## 概要
司会のタモリを中心に、世代や性別の異なるパネリストたちが様々な話題でトークを展開し、各々の感情でギャップを楽しむ内容となっていた。
ゲストの分類については、10代 - 20代前半を「渋谷系」、20代後半 - 50代前半を「新橋系」、それ以上の年代を「巣鴨系」としていた（まとめて「東京トライアングル」と称していた）。ただし、憂歌団の木村充揮（大阪府出身）が出演した時には、木村だけを「難波系」に分類していた。
他に音楽ライブのコーナーがあり、ゲストが歌を披露していた。また、森野熊八が音楽に乗せて料理をするコーナーもあった。ちなみに最終回のメニューは親子丼で、歌詞に「タモリのギャップ丼」が入っていた。
前番組『クイズ!タモリの音楽は世界だ』から引き続き番組ハウスバンドが存在した。
番組は3か月で打ち切りとなり、タモリのテレビ東京におけるレギュラー番組が一時消滅したが、3か月のブランクを経て翌年4月から『音楽は世界だ』が復活した。

## 出演者

### 司会
- タモリ

### レギュラー
- 飯島愛
- KORE-CHANz
- 森野熊八

ほか

## スタッフ
- ナレーター：バッキー木場、青柳秀侑、武居“M”征吾
- 企画：久松定隆（電通）、田辺昭知（田辺エージェンシー）
- 総合演出：長束利博（ハテナス）
- 演出：次廣靖、今野徹（共にイースト）
- 構成：田村隆、奥山洸伸、野村正浩、原すすむ、はたせいじゅん、松谷光絵、倉本美津留、川世眞　他
- TP (テクニカルプロデューサー)：柳原成
- カメラ：和多利雅之
- VE (ビデオエンジニア)：石垣強
- 音声：菅原正巳
- PA (パブリックアドレス)：井上和義
- 照明：松本修一（ティ・エル・シー）
- 音効：橅木正志（ジャイロ　現 スカイウォーカー）
- 美術プロデューサー：八旗眞人
- 美術制作：宇都木民雄、小美野淳一
- 美術進行：森本士朗
- 電飾：松浦洋一
- メイク：アーツ
- TK (タイムキーパー)：石井伸枝、黒岩ゆかり
- スタイリスト：相馬さとし (智)
- CG：エーデル
- 編集：RVC・六本木ビデオセンター、クロステレビ
- MA (マルチオーディオ)：松元祐二（RVC）
- 監修：佐々木修、佐山雅弘
- ディレクター：長谷川賢一、加藤宗弘（イースト）、佐藤健二郎、岩城信行（イースト） 他
- キャスティングディレクター：加藤宗弘（イースト）、絹川明男（ハテナス）
- 取材ディレクター：安藤正俊（イースト）
- 制作進行：井澤達也（イースト）
- プロデューサー：斧賢一郎 → 笹村武史（テレビ東京）、白石統一郎・大森浩（電通）、奥村正（イースト）
- チーフプロデューサー：工藤忠義（テレビ東京）
- リサーチ：CUBE、古賀あゆみ、古舘プロジェクト
- 協力：フルネット、デカノス企画、アル・ケミーレコード、インターナショナル
- 技術協力：東通
- 美術協力：テレビ東京美術センター、ル・オブジェ・アール・スタジオ、アックス
- 制作協力：田辺エージェンシー、ハテナス
- 収録スタジオ：テレビ東京第1スタジオ、東京メディアシティ・レモンスタジオ
- 製作：テレビ東京、電通、イースト

## ネット局
- テレビ東京系列（同時ネット）
- 新潟放送（TBS系列、1994年10月1日から土曜 13:00 - 14:00にて放送[1]）

## 再放送
- 番組放送終了後、1995年1月から同年3月まで毎週月曜午前10時台に番組の再放送が行われていた。このうち、1995年3月20日の再放送は、地下鉄サリン事件の臨時ニュースによって中断された。